# Liste der Geotope im Bodenseekreis
Diese sortierbare Liste der Geotope im Bodenseekreis enthält die Geotope des baden-württembergischen Bodenseekreises, die amtlichen Bezeichnungen für Namen und Nummern sowie deren geographische Lage. Die Geotope sind im Geotop-Kataster Baden-Württemberg dokumentiert und umfassen Aufschlüsse von Gesteinen, Böden, Mineralien und Fossilien sowie besondere Landschaftsteile.

## Liste
Im Landkreis sind 31 Geotope (Stand August 2007) offiziell vom Landesamt für Geologie, Rohstoffe und Bergbau (LGRB) am Regierungspräsidium Freiburg ausgewiesen:
| Geotop-Nummer | Name                                                    | Geotoptyp | Gemeinde/Stadt, Gemarkung              | Koordinaten                     | Bild | Bemerkungen |
| ------------- | ------------------------------------------------------- | --- | -------------------------------------- | ------------------------------- | ---- | --- |
| ND8435001     | Toteissenke am Krippelebogen                            | Geomorphologische Struktur und Form                                                                           | Tettnang Gemarkung Tettnang            | 47° 38′ 32,9″ N, 9° 34′ 57,3″ O |      | Die rund 120 × 170 Meter große und bis über 15 Meter tiefe Wanne im Tettnanger Wald ist eine der zahlreichen Toteissenken, die sich hier auf einem N-S verlaufenden Geländestreifen häufen. Sie entstanden in der späten Würmeiszeit, als vom schwindenden Gletscher isolierte und in Sedimente eingebettete Eisschollen (Toteis) unter Nachsacken ihrer Sedimentüberdeckung schmolzen. Die Toteissenke liegt in den Kiesen der mittleren Tettnanger Terrasse, einem Kiesfeld, das während des würmeiszeitlichen Gletscherrückzugs (Konstanzer Stadium) von einem aus Osten kommenden Schmelzwasserstrom hier abgelagert wurde. Geologische Einheit: Quartär Status: geschützt Sonstiges: Station 5 des Geowanderwegs Tettnang |
| ND8435002     | Tobel Lichtengehau                                      | Wichtige Schichtfolge, geomorphologische Struktur und Form                                                    | Meersburg Gemarkung Meersburg          | 47° 42′ 2,7″ N, 9° 15′ 31,7″ O  |      | Der NW Meersburg den Steilhang zum Bodenseeufer schneidende Gehautobel hat sich in die Steinbalmensande (Obere Süßwassermolasse) eingetieft und ermöglicht einen umfangreichen Einblick in die Gesteinsformation. Im unteren Bereich setzt der weiche, massige Sandstein über grauem Mergel (Haldenhof-Mergel) ein. Härtere Lagen verursachen kleine Wasserfallstufen. Auf der südlichen Flanke des Tobels ist in der am querenden Pfad gelegenen Sandsteinwand eine künstliche Höhle angelegt. Oben schneidet der Tobel noch die Öhninger Schichten (OSM) an. Geologische Einheit: Tertiär Status: geschützt |
| ND8435003     | Flugsanddüne bei Salem                                  | Geomorphologische Struktur und Form                                                                           | Salem Gemarkung Salem                  | 47° 46′ 35,7″ N, 9° 17′ 54,7″ O |      | Bei der Salemer Flugsanddüne handelt es sich um einen Teil des Restes eines ehemals aus 5 W-E verlaufenden Sandwällen bestehenden Dünenfeldes, das sich E Salem auf einer Schotterfläche des würmzeitlichen Rheingletschers befand. Heute ist nur noch die östliche, im Wald liegende Hälfte der Dünen (frühere Länge rund 200 bis 1000 Meter) erhalten. Als Salemer Düne wird der noch 300 m lange, ca. 100 m breite und vier bis fünf Meter hohe Ostteil der früheren Hauptdüne bezeichnet. Auf Grund ihrer jeweils flacheren N- und steileren S-Seiten ist eine Ablagerung durch N-Winde gegeben. Ihre Entstehungszeit liegt im frühen Holozän und wird mit Boreal (- 10 000 Jahre) angegeben. Geologische Einheit: Quartär Status: geschützt |
| ND8435004     | Felsturm "Mutter & Kind" bei Sipplingen                 | Tektonische Deformation, geomorphologische Struktur und Form                                                  | Sipplingen Gemarkung Sipplingen        | 47° 47′ 33,2″ N, 9° 6′ 28,9″ O  |      | Der SE Sipplingen an der Bodensee-Uferstraße rund 15 Meter aufragende Fels, im Volksmund als "Mutter und Kind" bezeichnet, setzt sich aus einem großen Turm und einem an diesen gelehnten, kleineren Turm zusammen. Sie bestehen aus den weichen Sandsteinen der Heidenlöcher-Schichten (Obere Meeresmolasse) und sind Teil der Staffelbruchzone des Sipplinger Dreiecks. Es handelt sich um eine abgesenkte Scholle vor der dahinter uferparallel verlaufenden Steilwand der Unteren Süßwassermolasse, getrennt durch eine Steilstehende Brekzie, vorgelagert. Geologische Einheit: Tertiär Status: geschützt, innerhalb des Naturschutzgebiets Sipplinger Dreieck |
| ND8435005     | Gletschermühle bei Überlingen                           | Geomorphologische Struktur und Form                                                                           | Überlingen Gemarkung Überlingen        | 47° 46′ 46,2″ N, 9° 7′ 50,5″ O  |      | Die Gletschermühle befindet sich auf einer kleinen flachen Kuppe beim Überlinger Ortsteil Brünnensbach, unweit des Steilabfalls zum Bodensee. Es handelt sich um eine kreisrunde, in Sandsteinen der Heidenlöcher-Schichten (Obere Meeresmolasse) eingetiefte Hohlform von etwa zwanzig Meter Durchmesser und bis zu zehn Meter Tiefe. Durch die Entnahme der glaziofluviatilen Ablagerungen, mit denen sie auf natürliche Weise verfüllt war, wurde sie gegen Ende des vorletzten Jahrhunderts 1984 freigelegt. Geologische Einheit: Tertiär Status: geschützt |
| ND8435006     | Felstürme beim Rotweiler (7 Churfirsten)                | Geomorphologische Struktur und Form                                                                           | Sipplingen Gemarkung Sipplingen        | 47° 47′ 32,2″ N, 9° 7′ 4″ O     |      | Aus dem oberen NW-Hang des Rotweiler Bergs, einer aus Oberer Meeresmolasse (OMM) bestehenden Scholle des Sipplinger Bruchfeldes, ragen die bekannten Sandsteinnadeln der Sieben Churfirsten. Es sind noch fünf größere, spitzkegelförmige Säulen bis zu sieben Meter Höhe vorhanden. Bei der Erosion blieb der weiche Sandstein unter dem Schutz lokal härterer Lagen erhalten. Hinzu kam wahrscheinlich noch das Vorhandensein eines für die Bildung günstigen Kluftnetzes. Um einem weiteren Zerfall vorzubeugen, wurden die Decklagen der Säulen künstlich erneuert. Geologische Einheit: Tertiär Status: geschützt, innerhalb des Naturschutzgebiets Sipplinger Dreieck |
| ND8435007     | Nagelfluh Steinbalmen E Heidenhof                       | Wichtige Schichtfolge                                                                                         | Überlingen Gemarkung Bonndorf          | 47° 48′ 23,1″ N, 9° 5′ 37,6″ O  |      | Als „Steinbalmen“ ist eine aus der Steilkante östlich des Haldenhofs ragende Felskanzel mit kleiner Plattform und steil abfallender, bis etwa acht Meter hoher Wand geschützt. Der Fels bildet den westlichsten Punkt eines über 300 Meter langen, teils unterbrochenen Felsbandes, das aus Deckenschottern des älteren Pleistozäns besteht. Diese als Haldenhof-Nagelfluh in die Fachliteratur eingegangenen Schotter (Pleistozän) sind bis zu 15 Meter mächtig und lagern den Steinbalmensanden der Oberen Süßwassermolasse auf. Sie stellen Sedimente einer ehemals zum Rhein gerichteten Schmelzwasserrinne dar, deren Basis unterschiedlich tief in das Liegende greift wie die unruhige Auflagerungsfläche zeigt. Der Fels befindet sich im näheren Bereich eines geologischen Pfades. Geologische Einheit: Quartär Status: geschützt |
| NSG8435008    | Bohnenbachtobel                                         | Wichtige Schichtfolge, besondere Sedimentgefüge, tektonische Deformation, geomorphologische Struktur und Form | Sipplingen Gemarkung Sipplingen        | 47° 47′ 19,3″ N, 9° 6′ 51,9″ O  |      | Das obere Ende des Bohnenbachtobels ist kesselartig in die Schichten der Oberen Meeresmolasse (Obere Meeresmolasse) und die darauf lagernden Kirchberger-Schichten der Brackwassermolasse (BM) eingetieft und weist mehrere, teilweise übersinterte Wasserfallstufen auf. Eine staffelbruchförmige, NE streichende und S fallende Querstörung verursacht tektonische Verstellungen. An der östlichen Flanke erschließt eine Felswand deutlich schräggeschichteten Sandstein der Obere Meeresmolasse mit auflagernder BM (Geröllhorizont und Samtsande der Kirchberger-Schichten). Die Aufschlüsse befinden sich am nördlichen Rand des Sipplinger Dreiecks, einem dreieckig umgrenzten Bruchfeld, das durch vermutlich pliozäne Verwerfungen und pleistozäne Rutschungen gekennzeichnet ist. Geologische Einheit: Tertiär Status: geschützt, innerhalb des Naturschutzgebiets Sipplinger Dreieck |
| NSG8435009    | Katharinenfelsen Überlingen                             | Geomorphologische Struktur und Form, tektonische Deformation                                                  | Überlingen Gemarkung Überlingen        | 47° 46′ 53,3″ N, 9° 7′ 39,9″ O  |      | Bis zu einhundert Meter hohe, aus Sandsteinen der Heidenlöcher-Schichten (Obere Meeresmolasse) bestehende Felswand, die vom Hödinger Tobel kommend bogenförmig nach Süden und dann in Seeufernähe nach Südosten verläuft. Härter verfestigte Lagen wittern aus ihr deutlich hervor. Durch ihren Verlauf wird die Randverwerfung an der südöstlichen Ecke des Sipplinger Bruchfeldes nachgezeichnet. Geologische Einheit: Tertiär Status: geschützt, innerhalb des Naturschutzgebiets Katharinenfelsen |
| NSG8435010    | Hödinger Tobel                                          | Wichtige Schichtfolge, geomorphologische Struktur und Form                                                    | Überlingen Gemarkung Hödingen          | 47° 47′ 25,7″ N, 9° 7′ 47,2″ O  |      | Der Hödinger Tobel beginnt nördlich von Hödingen, verläuft in südwestlicher Richtung und endet am Fuß der Steilanstiegs nordöstlich von Süßenmühle. In dem steilen Kerbtal, das auf halber Strecke einen schluchtförmigen Abschnitt mit senkrechten Wänden aufweist, ist die gesamte Obere Meeresmolasse angeschnitten. Der Tobel setzt unten in bunten Mergeln der Unteren Süßwassermolasse ein und schließt oben mit Muschelsandstein (oberste OMM) ab. Durch die Erosion des Baches entstanden verschiedene Auskolkungsformen und Wasserfallstufen. Geologische Einheit: Tertiär Status: geschützt, innerhalb des Naturschutzgebiets Hödinger Tobel |
| NSG8435011    | Aachtobel NW Lippertsreute                              | Wichtige Schichtfolge, geomorphologische Struktur und Form                                                    | Überlingen Gemarkung Lippertsreute     | 47° 49′ 9,4″ N, 9° 13′ 26,4″ O  |      | Das NSG Aachtobel bei Maria im Stein weist vor allem im südlichen Teil größere Aufschlüsse in den Sandsteinen der Oberen Süßwassermolasse (OSM) auf. An Prallhängen der Aach bilden sie bis über zehn Meter hohe Steilwände. Den besten Aufschluss stellt die am oberen linken Talhang aufragende Wand bei der Marienkapelle dar. Dem Sandstein sind hier nach oben zunehmende Mergellagen zwischengeschaltet. In der Wand befinden sich künstlich angelegte Höhlen. Geologische Einheit: Tertiär Status: geschützt, innerhalb des Naturschutzgebiets Aachtobel |
| ND8435012     | Fels am NW-Hang des Geiggenbergs                        | Wichtige Schichtfolge, geomorphologische Struktur und Form, tektonische Deformation                           | Sipplingen Gemarkung Sipplingen        | 47° 47′ 40,3″ N, 9° 6′ 32,8″ O  |      | Unterhalb der Kuppe ragt aus dem Nordwest-Hang des Geiggenbergs, einem lang gestreckten und parallel zum Bodensee verlaufenden Hügel, eine rund fünf Meter hohe und 20 Meter breite Felsnase. Sie besteht aus weichem Sandstein der Unteren Süßwassermolasse und zeigt eine rundliche Verwitterungsform. Der Geiggenberg zählt zu den parallel der Uferlinie ausgerichteten Rücken des Sipplinger Bruchfeldes (Sipplinger Dreieck), in dem die Morphologie junge und kleinräumige tektonische Bewegungen deutlich nachzeichnet. Geologische Einheit: Tertiär Status: geschützt, innerhalb des Naturschutzgebiets Sipplinger Dreieck |
| ND8435013     | Felswand mit Heidenlöchern                              | Wichtige Schichtfolge, geomorphologische Struktur und Form                                                    | Überlingen Gemarkung Überlingen        | 47° 46′ 31,1″ N, 9° 7′ 57,6″ O  |      | Südöstlich des Ortsteils Brünnensbach bildet eine etwa 400 Meter lange und bis über 20 Meter hohe Felswand den Steilabfall zum Bodensee. Reste in ihr künstlich angelegter Höhlen werden als Heidenlöcher bezeichnet. Das als „locus typicus“ geltende Aufschlussprofil zeigt massigen, weichen Sandstein, der das Mineral Glaukonit enthält und als so genannte Heidenlöcher-Schichten den unteren Teil der Oberen Meeresmolasse bildet. Die Gesamtmächtigkeit der Serie beträgt hier 65 bis 70 Meter. Als Hauptkluftrichtung zeichnet sich deutlich eine zum Seeufer parallel verlaufende Vertikale ab. Im Umfeld der Felsen befinden sich große Kavernen, die teilweise als Produktionsstätten verwendet wurden. Geologische Einheit: Tertiär Status: geschützt |
| ND8435014     | Gehrenmännles Loch                                      | Wichtige Schichtfolge, geomorphologische Struktur und Form                                                    | Friedrichshafen Gemarkung Ailingen     | 47° 41′ 27,8″ N, 9° 28′ 42,8″ O |      | Das „Gehrenmännles Loch“ ist eine bis vier Meter tiefe, sechs Meter breite und bis zweieinhalb Meter hohe Nischenhöhle am linken unteren Talhang der Rotach zwischen Oberailingen und Berg bezeichnet. Sie entstand in einem weniger verfestigten Bereich der hier anstehenden, zu Nagelfluh verkitteten interstadialen Schottern der Würmeiszeit. Die Decke der Erosionshöhle wird von einer harten verfestigten Bank gebildet. Die fluvioglazialen würmeiszeitlichen Ablagerungen, welche mit einer Mächtigkeit von rund acht Meter aufgeschlossen sind, werden von einer Grundmoräne der Würmeiszeit, so genannter „Achen-Vorstoß“ überlagert. Geologische Einheit: Quartär Status: geschützt |
| ND8435015     | Erratischer Block (Ophiolith) von Überlingen            | Besondere Gesteinstypen und/oder Minerale, geomorphologische Struktur und Form                                | Überlingen Gemarkung Überlingen        | 47° 46′ 30,5″ N, 9° 11′ 12,2″ O |      | Der Findling – ein kantengerundeter und randlich abgeflachter Gesteinsblock von drei Meter Länge, drei Meter Breite und anderthalb Meter Höhe – wurde auf einer Grünfläche zwischen Fabriktor und Hauptgebäude einer Firma an der östlichen Stadtausfahrt von Überlingen in Richtung Lippertsreute aufgestellt. Das grüne Gestein mit glasartigen Einschlüssen und Schlieren zeigt an seiner Oberfläche deutliche Spuren eines glazialen Transports. Der Ophiolith stammt aus der Platta-Decke der Alpen, welche heute in der Julierregion (Schweiz) angesiedelt ist (Penninisches Deckensystem). Hierbei handelt es sich um ehemaligen jurassischen Ozeanboden (ozeanische Kruste), der bei der Kollision von Afrikanischer und Eurasischer Platte zur Alpenauffaltung emporgehoben wurde. Aufgefunden wurde der erratische Block bei Ausschachtungsarbeiten etwa 200 Meter östlich des jetzigen Standpunktes in der Würm-Grundmoräne, welche hier über der Unter-Miozän-Meeresmolasse lagert. Geologische Einheit: Quartär Status: geschützt                         |
| ND8435016     | Drumlin Brünnensweiler Höhe                             | Geomorphologische Struktur und Form                                                                           | Tettnang Gemarkung Tettnang            | 47° 40′ 59,4″ N, 9° 36′ 35,3″ O |      | Der rund 700 Meter lange und 300 Meter breite drumlinförmiger Grundmoränenhügel (P 587,0 m ü. NN) unmittelbar westlich Brünnensweiler. Der N-S-streichende Wall ragt etwa 35 Meter über die Umgebung und besitzt eine relativ zur Nordflanke steilere Südflanke. Eine aufgelassene Kiesgrube befindet sich 70 Meter nordnordwestlich des Höhepunktes, eine weitere Kiesgrube 300 Meter nordnordwestlich, jedoch außerhalb des Naturdenkmals. Die Grenze des ausgewiesenen Naturdenkmals wurde bei der Höhenlinie 570 m ü. NN gezogen. Geologische Einheit: Quartär Status: geschützt |
| ND8435017     | Spetzgarter Tobel                                       | Wichtige Schichtfolge, geomorphologische Struktur und Form                                                    | Überlingen Gemarkung Hödingen          | 47° 47′ 0,4″ N, 9° 8′ 36,6″ O   |      | Nördlich von Goldbach hat sich der Killbach bis zu 65 Meter in die Sandschiefer und Heidenlöcher-Schichten der Oberen Meeresmolasse eingetieft. Aufgeschlossen sind vor allem im oberen Teil diverse unterschiedlich harte Sandsteinbänke mit Wasserfallbildung und Auskolkungen. Geologische Einheit: Tertiär Status: geschützt, Naturschutzgebiet Spetzgarter Tobel |
| 8435001       | Aufgelassener Steinbruch am Meisenberg NW Billafingen   | Wichtige Schichtfolge, Fossilfundpunkt, besondere Sedimentgefüge                                              | Owingen Gemarkung Billafingen          | 47° 50′ 29,3″ N, 9° 7′ 30,8″ O  |      | Der am oberen Südhang des nordwestlich von Billafingen gelegenen Meisenbergs aufgelassene Steinbruch erschließt einen rund zehn Meter mächtigen Bereich der Oberen Meeresmolasse, der dem unteren Teil der Sandschiefer zuzuordnen ist und als Liegender Muschelsandstein bezeichnet wird. Der Sandschiefer enthält hier feinkonglomeratische Schichten mit Schalen- und Steinkerntrümmern und weist einen damit verbundenen erhöhten Kalkgehalt auf, der zum Abbau härterer Werksteinbänke führte. Die überwiegend grobsandige Einschaltung des Muschelsandsteins ist im Zusammenhang mit der etwa zehn Kilometer nordwestlich verlaufenden Graupensandrinne zu sehen. Geologische Einheit: Tertiär Status: schutzwürdig |
| 8435002       | Hangböschung Ruine Hohenfels-Haldenhof                  | Wichtige Schichtfolge                                                                                         | Überlingen Gemarkung Bonndorf          | 47° 48′ 15,7″ N, 9° 5′ 31,3″ O  |      | Der südlich unterhalb des Haldenhofs gelegene, kleine Böschungsaufschluss zeigt den Anschnitt der untersten Kirchberger-Schichten, die hier mit einer Konglomeratlage (Mischgeröllhorizont mit Geröllen des Albsteins) und überlagernden Samtsanden anstehen. Die Ablagerungen bilden den obersten Teil der Oberen Meeresmolasse. Geologische Einheit: Miozän Status: schutzwürdig Sonstiges: Station des geologischen Pfads "Sipplinger Berg" |
| 8435003       | Altschloßtobel N Markdorf                               | Wichtige Schichtfolge, besondere Gesteinstypen und/oder Minerale                                              | Markdorf Gemarkung Markdorf            | 47° 43′ 41,9″ N, 9° 23′ 1,3″ O  |      | Im unteren Teil des Altschloßtobels hat sich der Bach tief in die weichen Sandsteine der Oberen Süßwassermolasse eingekerbt. Bis über zehn Meter hohe Wände zeigen unten grauen und glimmerreichen, oben gelblichen Sandstein mit harten, laibförmigen Linsen und konglomeratischen Einschaltungen. Stellenweise ist der Sandstein durch Eisenoxide rostbraun gefärbt und enthält Kohleschmitzen. Geologische Einheit: Tertiär Status: schutzwürdig |
| 8435004       | Böschungsaufschluss E Haldenhof                         | Wichtige Schichtfolge, besondere Sedimentgefüge                                                               | Überlingen Gemarkung Bonndorf          | 47° 48′ 19,2″ N, 9° 5′ 49,6″ O  |      | Der etwa 450 Meter ost-süd-östlich des Haldenhofs unterhalb des Aussichtspunktes gelegene Böschungsaufschluss zeigt den Grenzbereich Tertiär/Quartär. Liegendes sind die nach einem Felsen 300 Meter westnordwestlich benannten Steinbalmensande der Oberen Süßwassermolasse. Über diesen zu weichem Sandstein verfestigten Sanden (Steinbalmensande) lagern zu Nagelfluh verkittete Deckenschotter des älteren Pleistozäns (Mindel-Kaltzeit). Die Auflagerungsfläche ist uneben und weist rinnenartige Eintiefungen der Schotter auf. Geologische Einheit: Tertiär Status: schutzwürdig Sonstiges: Station des geologischen Pfads „Sipplinger Berg“ |
| 8435005       | Freundschaftshöhle W Heiligenberg                       | Wichtige Schichtfolge, geomorphologische Struktur und Form                                                    | Heiligenberg Gemarkung Heiligenberg    | 47° 49′ 25,1″ N, 9° 18′ 19,7″ O |      | Am oberen Südwesthang des durch Obere Süßwassermolasse aufgebauten Höhenzuges von Heiligenberg streichen Schotter des älteren Pleistozäns (Mindel-Kaltzeit) aus, die zu Nagelfluh verfestigt sind und infolge Herauswitterns weniger stark verkitteter Bereiche eine bis zu sechs Meter tiefe, 20 Meter breite und anderthalb bis drei Meter hohe Hohlkehle aufweisen. Das über Pfade und Stege gut erreichbare Felsband ist der beste Aufschluss des „Heiligenberger Schotterstrangs“, der zu den Deckenschottern gezählt wird und dessen genaues Alter noch nicht geklärt ist. Die Nischenhöhlen sind künstlich gesichert. Geologische Einheit: Quartär Status: schutzwürdig |
| 8435006       | Rappenfelsen N Deggenhausen                             | Wichtige Schichtfolge, geomorphologische Struktur und Form                                                    | Deggenhausertal Gemarkung Deggenhausen | 47° 49′ 48,4″ N, 9° 22′ 51,5″ O |      | Als Rappenfelsen wird ein mit Unterbrechungen über einen Kilometer langes, die Oberkante des östlichen Hanges des Deggenhausener Tals bildendes Felsband bezeichnet, das die Abrisskante größerer Rutschungen darstellt. Aufgeschlossen sind zu Nagelfluh verfestigte Schotter des älteren Quartärs (Mindel-Kaltzeit), die nachgebenden Sanden und Mergeln der Oberen Süßwassermolasse auflagern. Diese wirken als Wasserstauer und verursachen ausgedehnte Hangrutschungen. Geologische Einheit: Quartär Status: schutzwürdig |
| 8435007       | Prallhang der Argen (Husarenplatz) W Laimnau            | Wichtige Schichtfolge                                                                                         | Tettnang-Laimnau Gemarkung Langnau     | 47° 38′ 11,1″ N, 9° 37′ 23,1″ O |      | Die über 40 Meter hohen Wände des rechten Argen-Prallhangs westlich von Laimnau (Husarenplatz) zeigen ein aussagekräftiges Quartärprofil. Insgesamt können vier Serien von eiszeitlichen Ablagerungen unterschieden werden. Über Rissmoräne, die etwa die untere Hälfte des Profils einnimmt, bildet eine sandige, als Riß-/Würm-Zwischenbildung gedeutete Lage die Grenze zu dem rund zehn Meter mächtigen, würmzeitlichen Vorstoßschottern im Hangenden. Über letzteren lagert schließlich noch Geschiebemergel und Kies des würmzeitlichen Gletscherrückzugs. Geologische Einheit: Quartär Status: schutzwürdig |
| 8435008       | Aufgelassene Kiesgrube „Teuringer Holz“ E Oberteuringen | Wichtige Schichtfolge                                                                                         | Oberteuringen Gemarkung Oberteuringen  | 47° 43′ 28,4″ N, 9° 29′ 2,3″ O  |      | Aufgelassene Kiesgrube am Prallhang des Taldorfer Bachs, 1000 Meter östlich von Oberteuringen, an deren Südrand rund fünf Meter mächtige, zu Nagelfluh verfestigte interstadiale Schotter („alte Kiese von Oberteuringen“) zutage treten. Sie sind wahrscheinlich der „Laufenschwankung“, einem großen Rückzugsstadium zwischen Würm I und Würm II zuzuordnen. Der Aufschluss befindet sich am Südrand des Oberteuringer Eisrandtals, das erst später entstanden ist und hier mit einer Breite von etwa 500 Meter einen ehemaligen Gletscherrand markiert. Geologische Einheit: Quartär Status: schutzwürdig |
| 8435009       | Kiesgrube Tiergarten N Heiligenberg                     | Wichtige Schichtfolge, besondere Sedimentgefüge                                                               | Heiligenberg Gemarkung Heiligenberg    | 47° 50′ 29″ N, 9° 18′ 53,8″ O   |      | Die würmglazialen Schotter werden in zwei Sohlen abgebaut. Das insgesamt etwa 16 Meter mächtige Aufschlussprofil bietet einen guten Einblick in fluvioglaziale Bildungen, die durch Deltaablagerungen im Liegenden gekennzeichnet sind. Bei Auflassung ist die Erhaltung eines repräsentativen Profils als wichtige Schichtfolge anzustreben. Geologische Einheit: Quartär Status: schutzwürdig |
| 8435010       | Aufgelassene Kiesgrube bei Gaisberg-Oberboshasel        | Besondere Sedimentgefüge, geomorphologische Struktur und Form                                                 | Heiligenberg Gemarkung Wintersulgen    | 47° 50′ 56,2″ N, 9° 20′ 18,1″ O |      | Die im oberen Deggenhausener Tal im Bereich zwischen äußerer und innerer Jungendmoräne der Würmeiszeit gelegene ehemalige Kiesgrube zeigt den Anschnitt eines rund 20 Meter hoch aus der Talsohle ragenden, drumlin-förmigen Hügels, der in Nordnordwest-Richtung und damit fast parallel zur Talachse verläuft. Anstehend sind fluvioglaziale Kiese mit teilweise gestauchten Sandlagen. Geologische Einheit: Quartär Status: schutzwürdig |
| 8435011       | Hangrutsch Gehrenberg-Fuchsbühl                         | Geomorphologische Struktur und Form                                                                           | Deggenhausertal Gemarkung Wittenhofen  | 47° 44′ 15″ N, 9° 23′ 56,3″ O   |      | Nördlich von Markdorf befindet sich an der Kante zwischen dem Südwest-Hang und der Hochfläche des Gehrenbergs die von weitem schon sichtbare, über 200 Meter breite Abrissnische der großen Rutschung am Fuchsbühl. Verursachend sind Tone und Mergel der Oberen Süßwassermolasse, die wasserstauend wirken und die von würmeiszeitlichem Moränenmaterial überlagert sind. Zusammen mit der Morphologie bietet der Aufschluss einen guten Einblick in Vorgänge der aktuellen Geologie. Geologische Einheit: Tertiär Status: schutzwürdig |
| 8435012       | Ebersberg bei Hinteressach                              | Geomorphologische Struktur und Form                                                                           | Neukirch Gemarkung Neukirch            | 47° 41′ 4,4″ N, 9° 42′ 42,1″ O  |      | In der stark gegliederten Drumlinlandschaft um Neukirch befindet sich rund 900 Meter nordnordöstlich des Dorfs Hinteressach ein breiter Hügel, der Ebersberg, der sich aus den zahlreichen Moränenwällen, Drumlins und Toteismulden der Umgebung heraushebt. Der etwa vierzig Meter hohe ovale Hügel weist auffallend steile Hänge auf und ist das Ergebnis des jüngsten Eisvorstoßes der Würm-Eiszeit. Nördlich des Hügels schließt sich eine Ost-West-Verlaufende Schmelzwasserrinne an. Auf dem Gipfelrund, das heute waldbestanden ist, finden sich noch relativ stattliche Reste der ehemaligen Ebersburg. Geologische Einheit: Quartär Status: schutzwürdig |
| 8435013       | Aufschluss im Langtobel                                 | Geomorphologische Struktur und Form, wichtige Schichtfolge                                                    | Owingen Gemarkung Owingen              | 47° 48′ 27,1″ N, 9° 9′ 13,9″ O  |      | Im lang gestreckten bewaldeten Rücken zwischen Sipplinger Berg und Owingen (Hochbühlzug) führen einige kurze, aber tief eingeschnittene Tobel nach Nordosten. Einer dieser Tobel ist der Langtobel rund 700 Meter westlich von Owingen. Der Tobelbach erschließt nach etwa 300 m von der Mündung tobelaufwärts am westlichen Steilhang ein hohes Profil in der tertiären Molasse. Die untere Profilhälfte gehört stratigraphisch zur Oberen Meeresmolasse, von der zuerst etwa vier Meter rot-violette sandige Mergel (Flammenmergel der Sandschiefer) zu sehen sind. Darüber folgen fast zehn Meter Glaukonit-Sandsteine der Baltringer Schichten, gefolgt von Feinsandsteinen und darüber graurötlichen knollig-krustigen Kalksteinen des Albsteins. Die darüber anstehenden rund 16 Meter Kalkmergel und mergeligen Feinsande gehören schon zur Oberen Süßwassermolasse. Am Ausgang des Tobels ist die Grenze der Sandschiefer zu den darunter liegenden Heidenlöcherschichten der Oberen Meeresmolasse zu sehen. Geologische Einheit: Tertiär Status: schutzwürdig |
| 8435014       | Kiesgrube Kogen bei Biggenmoos                          | Wichtige Schichtfolge, besondere Sedimentgefüge                                                               | Tettnang Gemarkung Tannau              | 47° 40′ 28,7″ N, 9° 37′ 24,8″ O |      | Im Bereich der Kiesgrube im Gewann Kogen nördlich von Biggenmoos wurde riß-eiszeitlich oder frühwürm-eiszeitlich ein größeres Delta aus Schmelzwassersedimenten nach Norden geschüttet. Von einem weiteren Gletschervorstoß (Innenwall-Würm) wurde das Delta und die umliegende Landschaft überschoben und drumlinisiert. In der Kiesgrube sind deutlich glaziale Sedimentstrukturen erkennbar. Die Deltaschüttung ist noch gut erkennbar, außerdem kommen Blocklagen vor. Es handelt sich um einen besonders interessanten und bedeutenden Aufschluss! Geologische Einheit: Quartär Status: schutzwürdig |